# Lehmann (krater)
För andra betydelser, se Lehmann (olika betydelser).
Lehmann är en nedslagskrater med en diameter på 21 kilometer, på planeten Venus. Lehmann har fått sitt namn efter den danske seismologen och geofysikern Inge Lehmann.